# Cuarta temporada de Mask Singer: Adivina quién canta
La cuarta temporada de Mask Singer: Adivina quién canta se emitió entre el 16 de octubre y diciembre de 2024 por el canal de televisión español Antena 3, perteneciente al grupo audiovisual Atresmedia Corporación.
Las principales novedades respecto a la tercera edición fueron la sustitución de Monica Naranjo y Ana Obregón como investigadoras por la cantante  Alaska y la actriz Ana Milán.

## Investigadores
|                 | Procedencia | Edad    | Profesión         | Posición |
| --------------- | ----------- | ------- | ----------------- | -------- |
| Javier Calvo    | Murcia      | 34 años | Cineasta y actor  | 1°       |
| Javier Ambrossi | Madrid      | 40 años | Cineasta          | 2º       |
| Ana Milán       | Alicante    | 51 años | Actriz            | 3ª       |
| Alaska          | Madrid      | 61 años | Cantante y actriz | 4ª       |

## Concursantes
| Máscara        | Máscara                       | Ocupación            | Resultado            |
| -------------- | ----------------------------- | -------------------- | -------------------- |
| Mosca          | Abraham Mateo                 | Cantante             | Ganador              |
| Cobra          | Adriana Ugarte                | Actriz               | 2.ª clasificada      |
| Tiburón        | Manuel Díaz "El Cordobés"     | Torero               | 3.er clasificado     |
| Rinoceronte    | Esther Cañadas                | Modelo               | 4.ª finalista        |
| Helado         | Ana Peleteiro                 | Atleta               | 12ª desenmascarada   |
| Churros        | Antonio Lobato                | Periodista deportivo | 11º desenmascarado   |
| Piña           | Glòria Serra                  | Presentadora         | 10.ª desenmascarada  |
| Corazón        | Ana Boyer                     | Socialité            | 9.os desenmascarados |
| Corazón        | Fernando Verdasco             | Tenista              | 9.os desenmascarados |
| Troll          | Bárbara Rey                   | Actriz y vedette     | 8.ª desenmascarada   |
| Hipopótamo     | David Hasselhoff              | Actor                | 7.º desenmascarado   |
| Oveja          | María José Campanario         | Celebrity            | 6.ª desenmascarada   |
| Brócoli        | Miguel Ángel Revilla          | Político             | 5.º desenmascarado   |
| Patita de goma | Manuela Carmena               | Política             | 4.ª desenmascarada   |
| Aguacate       | José Luis Rodríguez "El Puma" | Cantante             | 3.er desenmascarado  |
| Palomitas      | Ana Obregón                   | Actriz               | 2.ª desenmascarada   |
| Panda          | Carl Lewis                    | Atleta               | 1.er desenmascarado  |

## Estadísticas semanales
| Máscara        | Intérprete                    | Gala 1    | Gala 2    | Gala 3    | Gala 4    | Gala 5     | Gala 6    | Semifinal | Final   |
| -------------- | ----------------------------- | --------- | --------- | --------- | --------- | ---------- | --------- | --------- | ------- |
| Mosca          | Abraham Mateo                 | GANA      |           | GANA      |           | GANA       |           | RIESGO    | GANADOR |
| Cobra          | Adriana Ugarte                |           |           |           | GANA      |            | GANA      | GANA      | SEGUNDA |
| Tiburón        | Manuel Díaz "El Cordobés"     | GANA      |           | GANA      |           | GANA       |           | RIESGO    | TERCERO |
| Rinoceronte    | Esther Cañadas                |           | GANA      |           | GANA      |            | GANA      | CUARTA    |         |
| Helado         | Ana Peleteiro                 |           | GANA      |           | GANA      |            | ELIMINADA |           |         |
| Churros        | Antonio Lobato                |           | GANA      |           | GANA      |            | ELIMINADO |           |         |
| Piña           | Glòria Serra                  |           |           | GANA      |           | ELIMINADA  |           |           |         |
| Corazón        | Ana BoyerFernando Verdasco    | GANAN     |           | GANAN     |           | ELIMINADOS |           |           |         |
| Troll          | Bárbara Rey                   |           |           |           | ELIMINADA |            |           |           |         |
| Hipopótamo     | David Hasselhoff              |           | GANA      |           | ELIMINADO |            |           |           |         |
| Oveja          | Maria José Campanario         | GANA      |           | ELIMINADA |           |            |           |           |         |
| Brócoli        | Miguel Ángel Revilla          |           |           | ELIMINADO |           |            |           |           |         |
| Patita de goma | Manuela Carmena               |           | ELIMINADA |           |           |            |           |           |         |
| Aguacate       | José Luis Rodríguez "El Puma" |           | ELIMINADO |           |           |            |           |           |         |
| Palomitas      | Ana Obregón                   | ELIMINADA |           |           |           |            |           |           |         |
| Panda          | Carl Lewis                    | ELIMINADO |           |           |           |            |           |           |         |

     La máscara fue la más votada para salvarse y pasó a la siguiente ronda.
     El concursante se enfrentó en el Asalto final a la máscara que fue eliminada.
     La máscara se salvó de la eliminación.
     La máscara tuvo que revelar su identidad al ser la más votado por el público en plató y los investigadores.
     Máscara ganadora de Mask Singer.
     Máscara clasificada en segunda posición.
     Máscara clasificada en tercera posición.
     Máscara clasificada en cuarta posición.

## Invitados
| Invitado         | Ocupación             | Gala   | Como...    | Canción                    | Información           |
| ---------------- | --------------------- | ------ | ---------- | -------------------------- | --------------------- |
| Pilar Rubio      | Presentadora y actriz | Gala 5 | Ella misma | -                          | Quinta investigadora  |
| Paco León        | Actor                 | Gala 6 | Él mismo   | -                          | Quinto investigador   |
| Chenoa           | Cantante              | Gala 7 | Ella misma | "Bailar contigo"           | Dueto con Rinoceronte |
| Ruth Lorenzo     | Cantante              | Gala 7 | Ella misma | "Good Girls Don't Lie"     | Dueto con Cobra       |
| David Bustamante | Cantante              | Gala 7 | Él mismo   | "Dos hombres y un destino" | Dueto con Mosca       |
| Álvaro Soler     | Cantante              | Gala 7 | Él mismo   | "Oxígeno"                  | Dueto con Tiburón     |

## Audiencias
| Fecha      | Características del programa                                                                                   | Audiencia         | Detrás de la máscara | Detrás de la máscara    | Detrás de la máscara |
| Fecha      | Características del programa                                                                                   | Audiencia         | N.º                  | Fecha de emisión        | Audiencia            |
| ---------- | --- | ----------------- | -------------------- | ----------------------- | -------------------- |
| 16/10/2024 | Gala 1 / Expulsión de Carl Lewis (Panda) y Ana Obregón (Palomitas)                                             | 1 051 000 (14,7%) | 1                    | 16 de octubre de 2024   | 426 000 (12,5%)      |
| 23/10/2024 | Gala 2 / Expulsión de José Luis Rodríguez "El Puma" (Aguacate) y Manuela Carmena (Patita de Goma)              | 1 033 000 (14,5%) | 2                    | 23 de octubre de 2024   | 403 000 (12,1%)      |
| 06/11/2024 | Gala 3 / Expulsión de Miguel Ángel Revilla (Brócoli) y María José Campanario (Oveja)                           | 877 000 (11,9%)   | 3                    | 6 de noviembre de 2024  | 378 000 (11,2%)      |
| 13/11/2024 | Gala 4 / Expulsión de David Hasselhoff (Hipopótamo) y Bárbara Rey (Troll)                                      | 900 000 (12,5%)   | 4                    | 13 de noviembre de 2024 | 407 000 (12,2%)      |
| 20/11/2024 | Gala 5 / Expulsión de Ana Boyer, Fernando Verdasco (Corazón) y Glòria Serra (Piña)                             | 988 000 (14,5%)   | 5                    | 20 de noviembre de 2024 | 418 000 (12,7%)      |
| 27/11/2024 | Gala 6 / Expulsión de Antonio Lobato (Churros) y Ana Peleteiro (Helado)                                        | 897 000 (12,6%)   | 6                    | 27 de noviembre de 2024 | 340 000 (10,4%)      |
| 04/12/2024 | Gala 7 / Expulsión de Esther Cañadas (Rinoceronte)                                                             | 953 000 (13,2%)   | 7                    | 4 de diciembre de 2024  | 438 000 (12,4%)      |
| 11/12/2024 | Gala 8 / Ganador: Abraham Mateo (Mosca) 2.ª: Adriana Ugarte (Cobra) / 3.º: Manuel Díaz "El Cordobés" (Tiburón) |                   | 8                    | 11 de diciembre de 2024 |                      |

## Gala 1 (16/10/2024)
| Orden | Máscara   | Canción                                                           | Resultado | Apuestas                        | Apuestas                        | Apuestas                    | Apuestas                    | Artista revelado |
| Orden | Máscara   | Canción                                                           | Resultado | Javier Calvo                    | Javier Ambrossi                 | Alaska                      | Ana Milán                   | Artista revelado |
| ----- | --------- | ----------------------------------------------------------------- | --------- | ------------------------------- | ------------------------------- | --------------------------- | --------------------------- | ---------------- |
| 1     | Oveja     | "Discoteka" (Lola Índigo y María Becerra)                         | Gana      | Amaia Montero                   | Ana Duato                       | Alba Flores                 | Lydia Valentín              |                  |
| 2     | Panda     | "YMCA" (Village People)                                           | Pierde    | Will Smith                      | Nick Carter                     | Pau Gasol                   | Jason Lee                   | Carl Lewis       |
| 3     | Mosca     | "As It Was" (Harry Styles)                                        | Gana      | Itzan Escamilla                 | Lola Lolita                     | Marta Jiménez               | Pablo Motos                 |                  |
| 4     | Corazón   | "You're the One That I Want" (Olivia Newton-John y John Travolta) | Gana      | Cristina Pedroche y Dabiz Muñoz | Cristina Pedroche y Dabiz Muñoz | Tamara Falcó e Íñigo Onieva | Tamara Falcó e Íñigo Onieva |                  |
| 5     | Tiburón   | "El tiburón" (Henry Méndez)                                       | Gana      | Joaquín Sánchez                 | Dani Rovira                     | Leo Harlem                  | Joaquín Sánchez             |                  |
| 6     | Palomitas | "Flowers" (Miley Cyrus)                                           | Delatada  | Ana Obregón                     | Ana Obregón                     | Samantha Vallejo-Nágera     | Ana de Armas                | Ana Obregón      |

## Gala 2 (23/10/2024)
| Orden | Máscara        | Canción                                                       | Resultado | Apuestas             | Apuestas                       | Apuestas        | Apuestas                          | Artista revelado              |
| Orden | Máscara        | Canción                                                       | Resultado | Javier Calvo         | Javier Ambrossi                | Alaska          | Ana Milán                         | Artista revelado              |
| ----- | -------------- | ------------------------------------------------------------- | --------- | -------------------- | ------------------------------ | --------------- | --------------------------------- | ----------------------------- |
| 1     | Hipopótamo     | "Old Time Rock and Roll" (Bob Seger y The Silver Bullet Band) | Gana      | Logan Paul Tom Jones | David Hasselhoff               | Billy Ray Cyrus | Darko Peric                       |                               |
| 2     | Aguacate       | "Vagabundo" (Sebastián Yatra, Manuel Turizo y Beéle)          | Pierde    | Juanpa Zurita        | Nacho Cano                     | Iván Sánchez    | Carlos Rivera                     | José Luis Rodríguez "El Puma" |
| 3     | Helado         | "Nochentera" (Vicco)                                          | Gana      | Chanel               | Paula Badosa                   | Chanel          | Laura Escanes                     |                               |
| 4     | Rinoceronte    | "Sará perché ti amo" (Ricchi e Poveri)                        | Gana      | Ana Mena             | Antonia Dell'Atte              | Valeria Marini  | Laura Pausini                     |                               |
| 5     | Churros        | "Counting Stars" (One Republic)                               | Gana      | Pablo Motos          | Alberto Chicote                | José Andrés     | Albert Rivera                     |                               |
| 6     | Patita de goma | "19 días y 500 noches" (María Jiménez)                        | Pierde    | Manuela Carmena      | Manuela Carmena Marisa Paredes | Natalia Ferviú  | Isabel Díaz Ayuso Manuela Carmena | Manuela Carmena               |

## Gala 3 (06/11/2024)
| Orden | Máscara | Canción                                                      | Resultado | Apuestas                                                      | Apuestas                       | Apuestas                    | Apuestas                        | Artista revelado      |
| Orden | Máscara | Canción                                                      | Resultado | Javier Calvo                                                  | Javier Ambrossi                | Alaska                      | Ana Milán                       | Artista revelado      |
| ----- | ------- | ------------------------------------------------------------ | --------- | ------------------------------------------------------------- | ------------------------------ | --------------------------- | ------------------------------- | --------------------- |
| 1     | Mosca   | "I want to break free" (Freddie Mercury)                     | Gana      | Manu Ríos                                                     | Lola Lolita                    | Elsa Pataky                 | Pablo Motos Juan Antonio Bayona |                       |
| 2     | Corazón | "La bicicleta" (Carlos Vives y Shakira)                      | Gana      | Tamara Falcó e Íñigo Onieva Tamara Falcó e Julio Iglesias Jr. | Juan del Val y Nuria Roca      | Tamara Falcó e Íñigo Onieva | Gemeliers                       |                       |
| 3     | Brócoli | "Quevedo: Bzrp Music Sessions, Vol. 52" (Quevedo y Bizarrap) | Pierde    | Miguel Ángel Revilla                                          | Pau Gasol Miguel Ángel Revilla | Pedro Acosta                | Gorka Otxoa                     | Miguel Ángel Revilla  |
| 4     | Piña    | "Cuff It" (Beyoncé)                                          | Gana      | Ana Locking                                                   | Chanel                         | Nina                        | Edurne                          |                       |
| 5     | Tiburón | "El fin del mundo" (La La Love You)                          | Gana      | Joaquín Sánchez                                               | Roberto Leal                   | Santiago Segura             | Antonio Banderas                |                       |
| 6     | Oveja   | "Let Me Out" (Dover)                                         | Pierde    | Amaia Montero                                                 | Gemma Mengual                  | Leire Martínez              | Mireia Belmonte                 | María José Campanario |

## Gala 4 (13/11/2024)
| Orden | Máscara     | Canción                                                     | Resultado | Apuestas                     | Apuestas                   | Apuestas           | Apuestas                        | Artista revelado |
| Orden | Máscara     | Canción                                                     | Resultado | Javier Calvo                 | Javier Ambrossi            | Alaska             | Ana Milán                       | Artista revelado |
| ----- | ----------- | ----------------------------------------------------------- | --------- | ---------------------------- | -------------------------- | ------------------ | ------------------------------- | ---------------- |
| 1     | Rinoceronte | "It's My Life" (Bon Jovi)                                   | Gana      | Paola Dominguín              | Elsa Pataky                | Ilona Staller      | Grace Jones                     |                  |
| 2     | Cobra       | "Hot N Cold" (Katy Perry)                                   | Gana      | Shaila Dúrcal                | Judit Mascó                | Carmen Thyssen     | Cayetana Guillén Cuervo         |                  |
| 3     | Hipopótamo  | "Baby Don't Hurt Me" (David Guetta, Anne-Marie y Coi Leray) | Delatado  | José María Cano              | David Hasselhoff           | Sylvester Stallone | Darko Peric                     | David Hasselhoff |
| 4     | Troll       | "Despechá" (Rosalía)                                        | Pierde    | Angy Fernández Topacio Fresh | Rossy de Palma Cecilia Rot | Úrsula Corberó     | Clara Lago                      | Bárbara Rey      |
| 5     | Churros     | "Dile a los demás" (Dani Fernández)                         | Gana      | Pablo Motos                  | Juanra Bonet               | Jorge Blanco       | José Mari Bakero                |                  |
| 6     | Helado      | "Made You Look" (Meghan Trainor)                            | Gana      | Elsa Pataky Lola Lolita      | Paula Badosa               | Rosalía            | Christina Aguilera Marta Lozano |                  |

## Gala 5 (20/11/2024)
| Orden | Máscara | Canción                                                      | Resultado | Apuestas                          | Apuestas                         | Apuestas                        | Apuestas                    | Apuestas                               | Artista revelado              |
| Orden | Máscara | Canción                                                      | Resultado | Javier Calvo                      | Javier Ambrossi                  | Pilar Rubio                     | Alaska                      | Ana Milán                              | Artista revelado              |
| ----- | ------- | ------------------------------------------------------------ | --------- | --------------------------------- | -------------------------------- | ------------------------------- | --------------------------- | -------------------------------------- | ----------------------------- |
| 1     | Piña    | "Shakira: BZRP Music Sessions, Vol. 53" (Bizarrap y Shakira) | Gana      | Clara Chía                        | Martina Klein                    | Penélope Cruz                   | Gloria Estefan              | Leticia Dolera                         |                               |
| 2     | Mosca   | "What Makes You Beautiful" (One Direction)                   | Gana      | Itzan Escamilla                   | Lola Lolita                      | Julio Iglesias Jr.              | Elsa Pataky                 | Marc Márquez                           |                               |
| 3     | Tiburón | "La bachata" (Manuel Turizo)                                 | Gana      | Joaquín Sánchez                   | Antonio de la Torre              | Javier Bardem                   | Felipe VI Enrique Cerezo    | Pablo Alborán                          |                               |
| 4     | Corazón | "El tonto" (Lola Índigo y Quevedo)                           | Pierde    | Tamara Falcó y Julio Iglesias Jr. | Carolina Cerezuela y Carlos Moyá | Cristina Pedroche y Dabiz Muñoz | Macarena Gómez y Aldo Comas | Violeta Mangriñán y Fabio Colloricchio | Ana Boyer y Fernando Verdasco |

| Orden | Máscara | Canción                                           | Resultado | Artista desvelado |
| ----- | ------- | ------------------------------------------------- | --------- | ----------------- |
| 5     | Tiburón | "¿Ahora quién?" (Marc Anthony)                    | Gana      |                   |
| 6     | Piña    | "Feel This Moment" (Pitbull y Christina Aguilera) | Pierde    | Glòria Serra      |
| 7     | Mosca   | "Corazón partío" (Alejandro Sanz)                 | Gana      |                   |

## Gala 6 (27/11/2024)
| Orden | Máscara     | Canción                                         | Resultado | Apuestas        | Apuestas        | Apuestas              | Apuestas          | Apuestas                | Artista revelado |
| Orden | Máscara     | Canción                                         | Resultado | Javier Calvo    | Javier Ambrossi | Paco León             | Alaska            | Ana Milán               | Artista revelado |
| ----- | ----------- | ----------------------------------------------- | --------- | --------------- | --------------- | --------------------- | ----------------- | ----------------------- | ---------------- |
| 1     | Churros     | "Quién diría" (Depol)                           | Pierde    | José Mota       | Juanra Bonet    | Colate Vallejo-Nájera | Carlos Latre      | José Mari Bakero        | Antonio Lobato   |
| 2     | Helado      | "Mariposas" (Aitana y Sangiovanni)              | Gana      | Sara Carbonero  | Paula Badosa    | Hiba Abouk            | Rosalía           | Laura Escanes           |                  |
| 3     | Rinoceronte | "Arrasando" (Thalía)                            | Gana      | Paola Dominguín | Eva Longoria    | Laura Sánchez         | Ester Expósito    | Esther Cañadas          |                  |
| 4     | Cobra       | "I wanna dance with somebody" (Whitney Houston) | Gana      | Rocío Carrasco  | Yurena          | Dora Postigo          | Victoria Federica | Cayetana Guillén Cuervo |                  |

| Orden | Máscara     | Canción                    | Resultado | Artista desvelado |
| ----- | ----------- | -------------------------- | --------- | ----------------- |
| 5     | Helado      | "Tuya" (Rosalía)           | Pierde    | Ana Peleteiro     |
| 6     | Rinoceronte | "Música ligera" (Ana Mena) | Gana      |                   |
| 7     | Cobra       | "22" (Taylor Swift)        | Gana      |                   |

## Gala 7 (04/12/2024) Semifinal
| Orden | Máscara     | Canción                                                            | Resultado | Apuestas      | Apuestas        | Apuestas                       | Apuestas       | Artista revelado |
| Orden | Máscara     | Canción                                                            | Resultado | Javier Calvo  | Javier Ambrossi | Alaska                         | Ana Milán      | Artista revelado |
| ----- | ----------- | ------------------------------------------------------------------ | --------- | ------------- | --------------- | ------------------------------ | -------------- | ---------------- |
| 1     | Rinoceronte | "Bailar contigo" con Chenoa (Chenoa)                               | Pierde    | Amelia Bono   | Beatriz Luengo  | Maribel Verdú                  | Esther Cañadas |                  |
| 2     | Cobra       | "Good Girls Don't Lie" con Ruth Lorenzo (Ruth Lorenzo)             | Gana      | Lola Índigo   | Lola Índigo     | Chenoa                         | Chenoa         |                  |
| 3     | Mosca       | "Dos hombres y un destino" con David Bustamante (David Bustamante) | Pierde    | Jesús Oviedo  | Abraham Mateo   | Dani Pedrosa                   | Marc Márquez   |                  |
| 4     | Tiburón     | "Oxígeno" con Álvaro Soler (Álvaro Soler)                          | Pierde    | El Monaguillo | Leo Harlem      | Enrique Cerezo Joaquín Sánchez | Pablo Alborán  |                  |

| Orden | Máscara     | Canción                                             | Resultado | Artista desvelado |
| ----- | ----------- | --------------------------------------------------- | --------- | ----------------- |
| 5     | Mosca       | "Moves like Jagger" (Maroon 5 y Christina Aguilera) | Gana      |                   |
| 6     | Rinoceronte | "Let's Get Loud" (Jennifer Lopez)                   | Pierde    | Esther Cañadas    |
| 7     | Tiburón     | "Llámame" (WRS)                                     | Gana      |                   |

## Gala 8 (11/12/2024) Final
| Orden | Máscara | Canción                                       | Resultado | Apuestas       | Apuestas        | Apuestas      | Apuestas      | Artista revelado |
| Orden | Máscara | Canción                                       | Resultado | Javier Calvo   | Javier Ambrossi | Alaska        | Ana Milán     | Artista revelado |
| ----- | ------- | --------------------------------------------- | --------- | -------------- | --------------- | ------------- | ------------- | ---------------- |
| 1     | Tiburón | "Enamorado de la moda juvenil" (Radio Futura) | Pierde    | Pepe Viyuela   | José Corbacho   | Dani Rovira   | Pablo Alborán |                  |
| 2     | Mosca   | "Stayin' Alive" (Bee Gees)                    | Gana      | Abraham Mateo  | Abraham Mateo   | Dani Pedrosa  | Abraham Mateo |                  |
| 3     | Cobra   | "Las 12" (Ana Mena y Belinda)                 | Pierde    | Beatriz Luengo | Beatriz Luengo  | Marta Sánchez | Chenoa        |                  |

| Orden | Máscara | Canción                                 | Resultado | Artista desvelado         |
| ----- | ------- | --------------------------------------- | --------- | ------------------------- |
| 4     | Cobra   | "Bailando" (Alaska y los Pegamoides)    | Gana      |                           |
| 5     | Tiburón | "Como si fueras a morir mañana" (Leiva) | Pierde    | Manuel Díaz "El Cordobés" |

| Orden | Máscara | Canción                         | Resultado | Artista desvelado |
| ----- | ------- | ------------------------------- | --------- | ----------------- |
| 6     | Mosca   | "Livin' on a Prayer" (Bon Jovi) | Gana      | Abraham Mateo     |
| 7     | Cobra   | "Dance the Night" (Dua Lipa)    | Pierde    | Adriana Ugarte    |